# 粟國機場
粟國機場（日语：／ Aguni kūkō */?）是位於沖繩縣島尻郡粟國村（粟國島）。根據日本空港整備法被分成第三種機場。

## 历史
- 1978年7月，机场启用。
- 2014年，旅客吞吐量达到12,449人次。[1]
- 2015年8月28日，发生跑道冲突事故，机场因此关闭。[2]
- 预计2017年秋季恢复运营。[2]

## 航空公司與航點
| 航空公司 | 目的地             |
| -------- | ------------------ |
| 第一航空 | 那霸（不定期服務） |

## 如何前往
從粟國村中心和粟國港渡輪車站到機場徒步約40～45分鐘。

## 外部連結
- 粟國機場介紹 （页面存档备份，存于）（日語）